# Jan Jonsson
Jan Jonsson, švedski rokometaš, * 8. avgust 1948.
Leta 1972 je na poletnih olimpijskih igrah v Münchnu v sestavi švedske rokometne reprezentance osvojil sedmo mesto.